# La Crique
Pour les articles homonymes, voir Crique.
Pour le personnage de fiction, voir La Guerre des boutons (roman)#Les garçons de Longeverne.

La Crique est une commune française située dans le département de la Seine-Maritime en région Normandie.

## Géographie

### Description
Commune du pays de Bray.

### Communes limitrophes
| Val-de-Scie       |                | Bellencombre       |
| Montreuil-en-Caux | La Crique      | Rosay              |
| Bracquetuit       | Grigneuseville | Beaumont-le-Hareng |

### Hydrographie
La commune est située dans le bassin Seine-Normandie. Elle n'est drainée par aucun cours d'eau,.

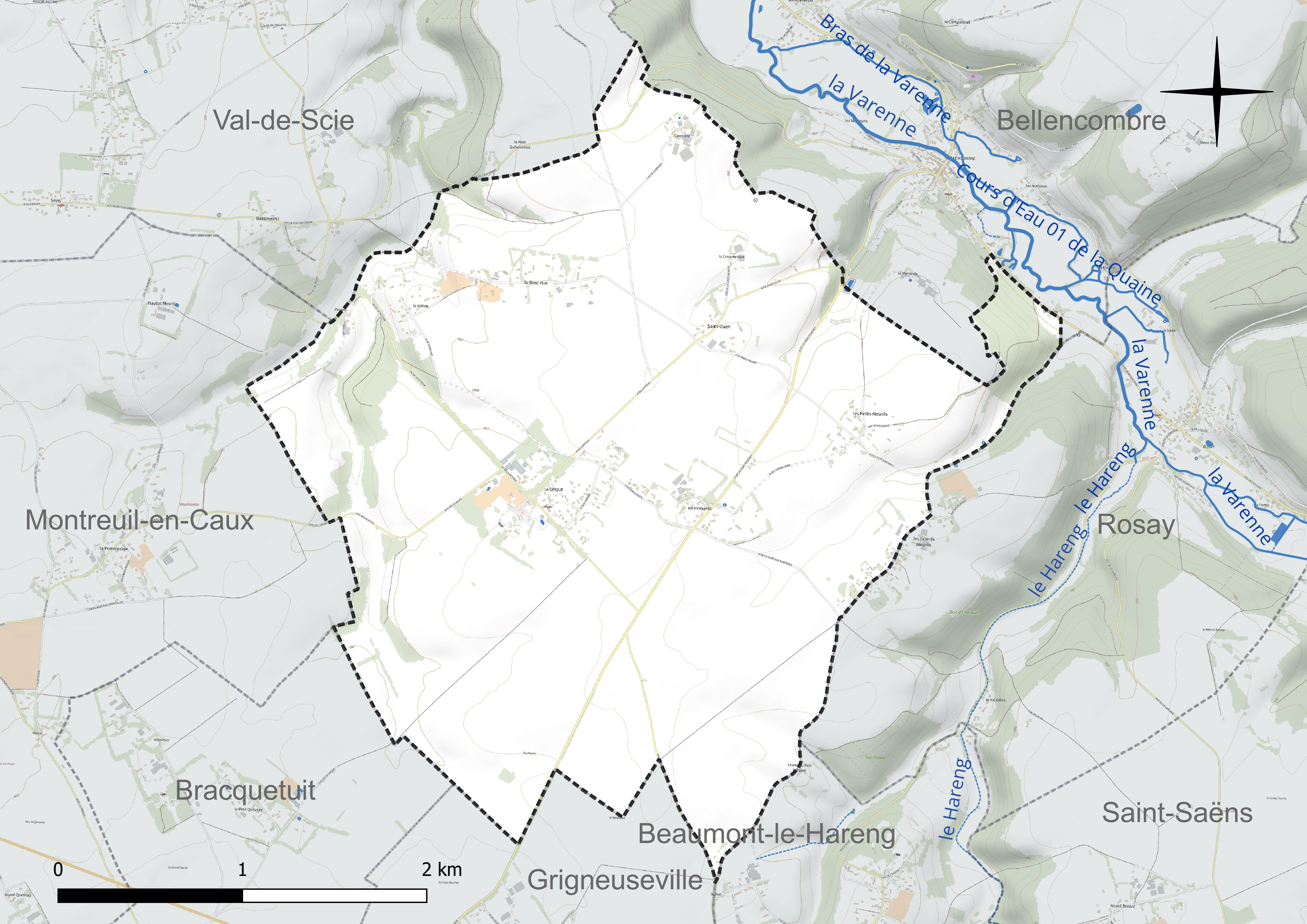
Réseau hydrographique de la Crique.

### Climat
Pour des articles plus généraux, voir Climat de la Normandie et Climat de la Seine-Maritime.
En 2010, le climat de la commune est de type climat océanique altéré, selon une étude du CNRS s'appuyant sur une série de données couvrant la période 1971-2000. En 2020, Météo-France publie une typologie des climats de la France métropolitaine dans laquelle la commune est exposée à un climat océanique et est dans la région climatique Côtes de la Manche orientale, caractérisée par un faible ensoleillement (1 550 h/an) ; forte humidité de l’air (plus de 20 h/jour avec humidité relative > 80 % en hiver), vents forts fréquents. Parallèlement le GIEC normand, un groupe régional d’experts sur le climat, différencie quant à lui, dans une étude de 2020, trois grands types de climats pour la région Normandie, nuancés à une échelle plus fine par les facteurs géographiques locaux. La commune est, selon ce zonage, exposée à un « climat maritime », correspondant au Pays de Caux, frais, humide et pluvieux, légèrement plus frais que dans le Cotentin.
Pour la période 1971-2000, la température annuelle moyenne est de 10,2 °C, avec une amplitude thermique annuelle de 13,7 °C. Le cumul annuel moyen de précipitations est de 917 mm, avec 13,7 jours de précipitations en janvier et 9 jours en juillet. Pour la période 1991-2020, la température moyenne annuelle observée sur la station météorologique la plus proche, située sur la commune de Bouelles à 22 km à vol d'oiseau, est de 10,7 °C et le cumul annuel moyen de précipitations est de 838,4 mm,. Pour l'avenir, les paramètres climatiques de la commune estimés pour 2050 selon différents scénarios d’émission de gaz à effet de serre sont consultables sur un site dédié publié par Météo-France en novembre 2022.

## Urbanisme

### Typologie
Au 1er janvier 2024, La Crique est catégorisée commune rurale à habitat dispersé, selon la nouvelle grille communale de densité à sept niveaux définie par l'Insee en 2022.
Elle est située hors unité urbaine. Par ailleurs la commune fait partie de l'aire d'attraction de Rouen, dont elle est une commune de la couronne,. Cette aire, qui regroupe 317 communes, est catégorisée dans les aires de 200 000 à moins de 700 000 habitants,.

### Occupation des sols
L'occupation des sols de la commune, telle qu'elle ressort de la base de données européenne d’occupation biophysique des sols Corine Land Cover (CLC), est marquée par l'importance des territoires agricoles (95 % en 2018), une proportion identique à celle de 1990 (95 %). La répartition détaillée en 2018 est la suivante : 
terres arables (70,5 %), prairies (13,8 %), zones agricoles hétérogènes (10,7 %), forêts (5 %). L'évolution de l’occupation des sols de la commune et de ses infrastructures peut être observée sur les différentes représentations cartographiques du territoire : la carte de Cassini (XVIIIe siècle), la carte d'état-major (1820-1866) et les cartes ou photos aériennes de l'IGN pour la période actuelle (1950 à aujourd'hui).

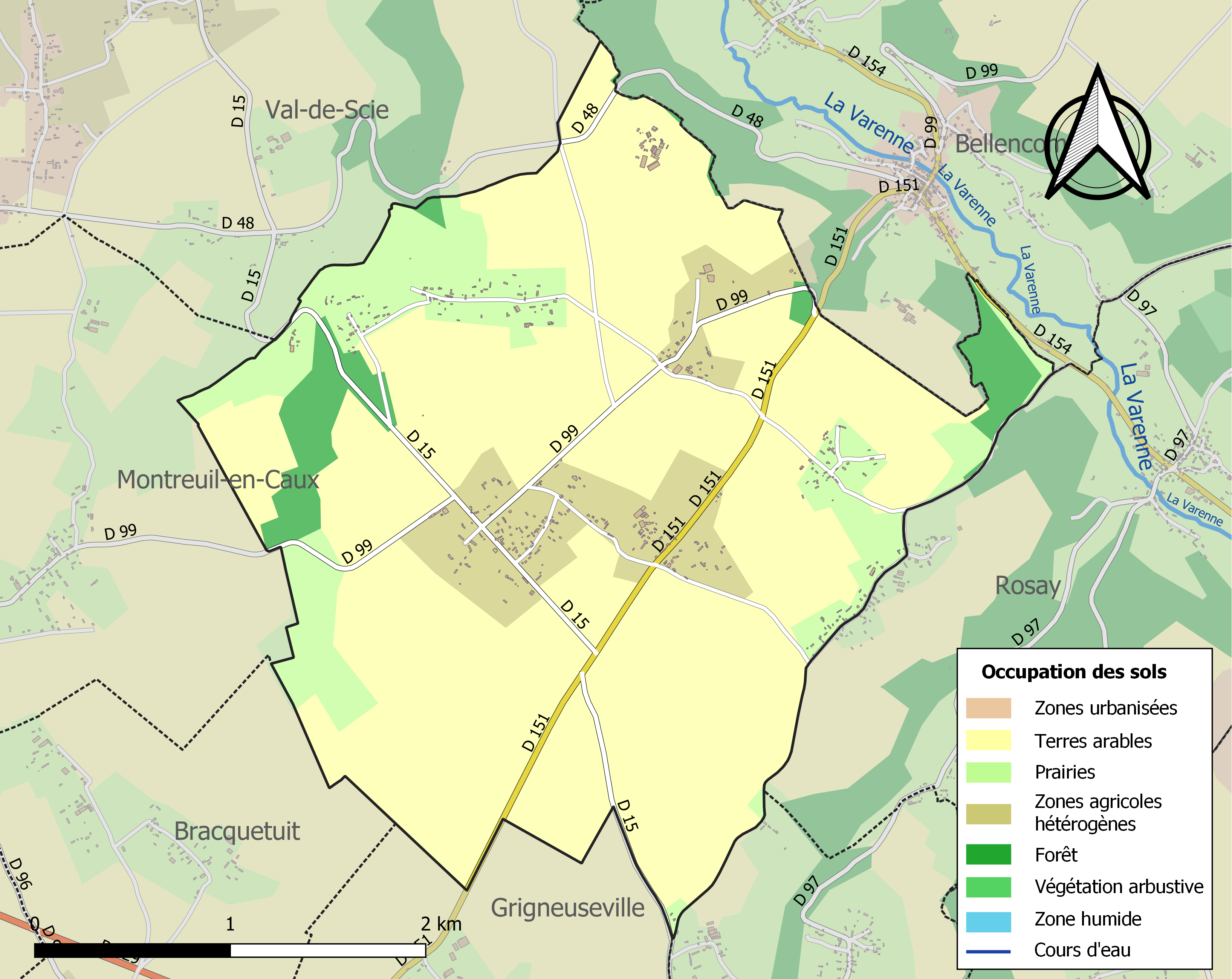
Carte des infrastructures et de l'occupation des sols de la commune en 2018 (CLC).

## Toponymie
Le nom de la localité est attesté sous la forme la Crique vers 1210, Ecc. de la Crike vers 1240, In ecclesia de Crika en 1253, La Crique en 1452 (Archives départementales de la Seine-Maritime, C 2798).
Il s'agit d’un toponyme médiéval formé autour de l'an 1000[réf. nécessaire], ce qui expliquerait la présence de l’article défini la. L'élément Crique quant à lui représente sans doute l'ancien scandinave kirkja « église » (cf. islandais kirkja, même sens), dont la finale -ja s'est déjà effacée au stade de l'ancien danois kyrkiæ, kirkæ > danois kirke. La forme *Kirke a subi une métathèse de [r], d'où *Krike > Crique. Elle est particulièrement fréquente en cauchois (cf. frémie pour fourmie), mais absente ou plus rare ailleurs, comme le montrent par exemple Querqueville (Manche) ou Carquebut (Manche) qui reposent sur le même appellatif *Kirke-.
Le terme kirkja se retrouve aussi dans Yvecrique, les Criquetot et les Criquebeuf.

## Histoire
Le nom vient de la déformation du scandinave "kirkja" qui voulait dire "église". L'église de la sainte-trinité date du 11e siècle et fut remariée. Une chapelle dédiée à la Sainte-Vierge a remplacé en 1877 l’Épine de la Vierge ( une épine blanche qui fut arrachée par l'ouragan le 12 mai 1876) où l'on avait placé un petit oratoire que frequentaient de nombreux pèlerins.Commune réunie à celle de Saint-Ouen-sous-Bellencombre par ordonnance royale du 14 mai 1823.

## Politique et administration
| Période                                  | Période                    | Identité         | Étiquette | Qualité |
| ---------------------------------------- | -------------------------- | ---------------- | --------- | --- |
| Les données manquantes sont à compléter. |                            |                  |           | |
| 1835                                     |                            | Nicolas Lemaitre |           | |
| 1936                                     |                            | Nector Pessy     |           | |
| 1963                                     |                            | E. Pessy         |           | |
| Les données manquantes sont à compléter. |                            |                  |           | |
| 1989                                     | 2008                       | André Barot      |           | |
| mars 2008                                | En cours (au 10 août 2020) | Jacques Vacher   |           | Vice-président de la CC du Bosc d'Eawy (2014 → 2016) Vice-président de la CC Communauté Bray-Eawy (2017 → ) Réélu pour le mandat 2020-2026, |

## Démographie
L'évolution du nombre d'habitants est connue à travers les recensements de la population effectués dans la commune depuis 1793. Pour les communes de moins de 10 000 habitants, une enquête de recensement portant sur toute la population est réalisée tous les cinq ans, les populations de référence des années intermédiaires étant quant à elles estimées par interpolation ou extrapolation. Pour la commune, le premier recensement exhaustif entrant dans le cadre du nouveau dispositif a été réalisé en 2007.

En 2022, la commune comptait 367 habitants, en évolution de +3,97 % par rapport à 2016 (Seine-Maritime : +0,35 %, France hors Mayotte : +2,11 %).
| 1793 | 1800 | 1806 | 1821 | 1831 | 1836 | 1841 | 1846 | 1851 |
| ---- | ---- | ---- | ---- | ---- | ---- | ---- | ---- | ---- |
| 190  | 175  | 165  | 202  | 547  | 569  | 523  | 460  | 476  |

| 1856 | 1861 | 1866 | 1872 | 1876 | 1881 | 1886 | 1891 | 1896 |
| ---- | ---- | ---- | ---- | ---- | ---- | ---- | ---- | ---- |
| 430  | 428  | 438  | 446  | 429  | 411  | 369  | 373  | 347  |

| 1901 | 1906 | 1911 | 1921 | 1926 | 1931 | 1936 | 1946 | 1954 |
| ---- | ---- | ---- | ---- | ---- | ---- | ---- | ---- | ---- |
| 349  | 330  | 299  | 279  | 293  | 306  | 285  | 287  | 297  |

| 1962 | 1968 | 1975 | 1982 | 1990 | 1999 | 2006 | 2007 | 2012 |
| ---- | ---- | ---- | ---- | ---- | ---- | ---- | ---- | ---- |
| 263  | 262  | 247  | 261  | 273  | 288  | 344  | 352  | 358  |

| 2017 | 2022 | - | - | - | - | - | - | - |
| ---- | ---- | - | - | - | - | - | - | - |
| 350  | 367  | - | - | - | - | - | - | - |

## Culture locale et patrimoine

### Lieux et monuments
- Église des Saints-Innocents[24].
- Croix de carrefour de La Crique, classée monument historique depuis le 27 décembre 1913[25].